# سباستین گیمنز
سباستین گیمنز (انگلیسی: Sébastien Gimenez؛ زادهٔ ۲۱ مارس ۱۹۷۴) بازیکن فوتبال اهل فرانسه است.
از باشگاه‌هایی که در آن بازی کرده‌است می‌توان به باشگاه فوتبال نیم المپیک اشاره کرد.